# Phylloneta impressa
Phylloneta impressa là một loài nhện trong họ Theridiidae.
Loài này thuộc chi Phylloneta. Phylloneta impressa được Ludwig Carl Christian Koch miêu tả năm 1881.

## Hình ảnh

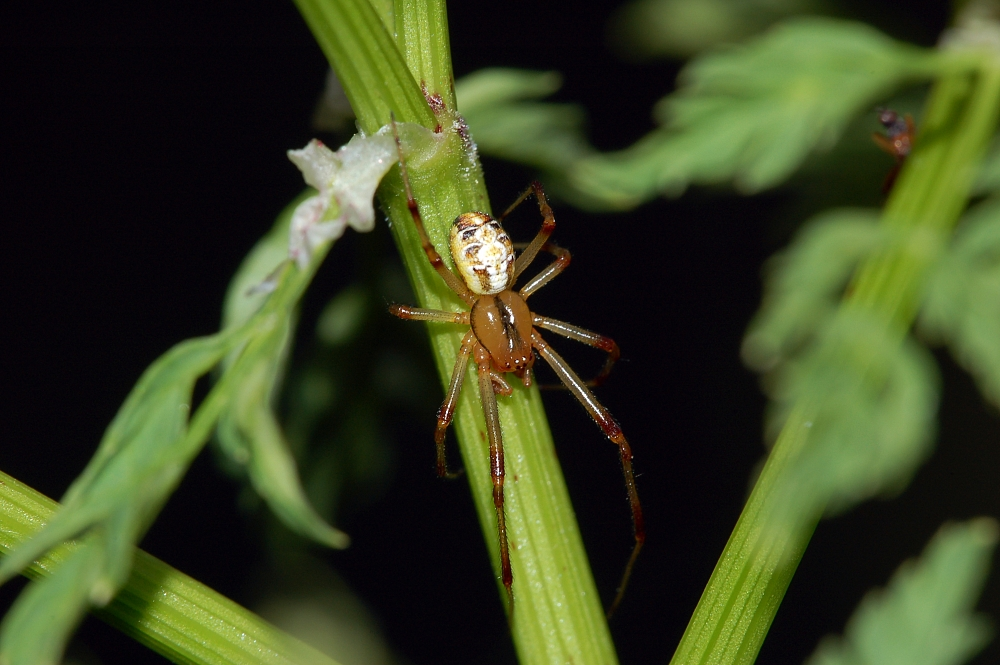
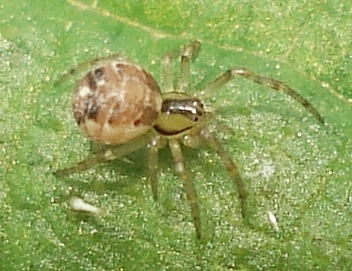
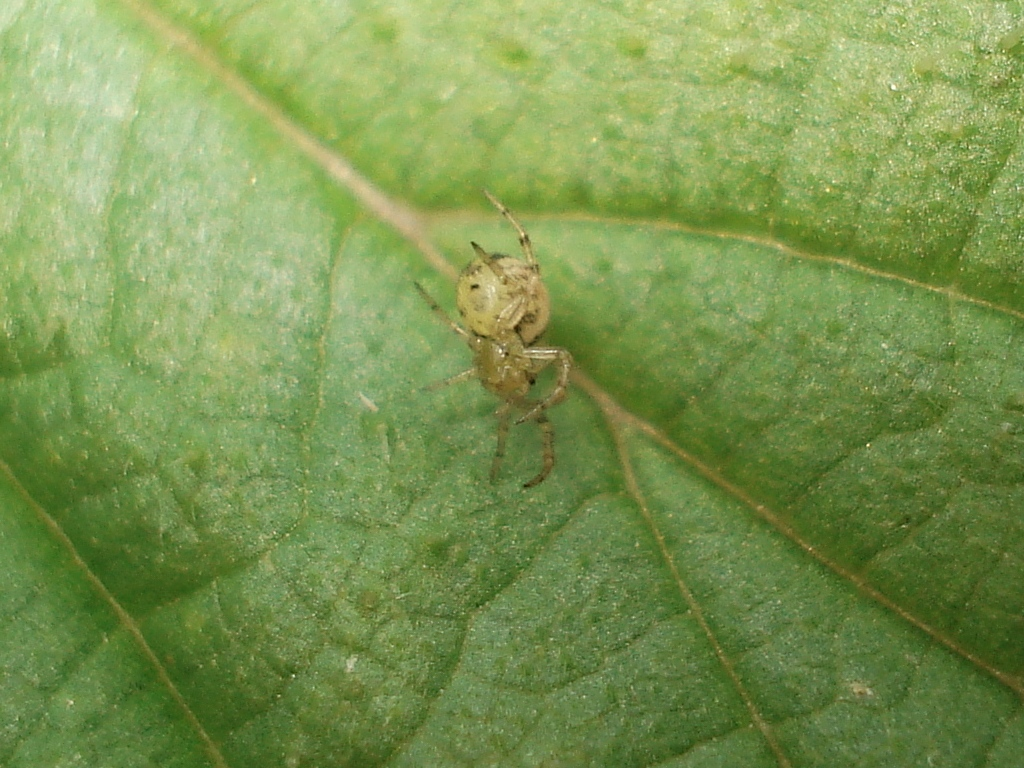